# Ceto (monstruo marino)
En la mitología griega un ceto (κῆτος en griego, cetus en latín) es un «monstruo marino» femenino enviado por la cólera de Poseidón para devastar las costas de un país. Los autores dan cuenta de dos historias diferentes: una de ellas transcurre en Etiopía, la otra en Troya.

## Ceto de Etiopía
El ceto de Etiopía (Κῆτος Αιθιοπιος) fue enviado para castigar la soberbia de Casiopea, reina de Etiopía o Yope (Fenicia). Casiopea se había jactado de que su hija era más bella que las propias Nereidas, y como era de esperar, éstas le fueron con el cuento a Poseidón. El dios del mar, agraviado, envió primero una inundación y un luego un monstruo marino para que devastaran Yope. Cuando el rey Cefeo consultó con el oráculo de Amón, este le reveló que la única manera de aplacar a Poseidón consistía en sacrificar a su hija Andrómeda a merced del monstruo. Cefeo, obligado a ceder por los deseos de su pueblo, encadenó a Andrómeda a una roca, desnuda con excepción de ciertas joyas. Justo en ese momento apareció Perseo, que derrotó al monstruo marino y se desposó con Andrómeda como recompensa. El monstruo fue puesto en las estrellas y de ahí la constelación de Cetus.

## Ceto de Troya
El ceto de Troya (Κῆτος Τροιας) fue enviado para castigar el perjurio de Laomedonte, rey por entonces de Troya. A diferencia del cetáceo etíope, este monstruo sí que posee filiación, y así la imaginaron como una hija de Forcis. Cuando Laomedonte se encontraba edificando Troya, Poseidón y Apolo se pusieron a su servicio a cambio de un salario. Poseidón castigó el incumplimiento de la promesa enviando un monstruo marino a las costas de Troya. Por orden de un oráculo, los troyanos sacrificaron a Hesíone, la hija de Laomedonte. El héroe que hizo frente a este desafío no fue otro que Heracles, que acababa de regresar de su expedición contra las amazonas.